# The Saddle
The Saddle ist ein 1.011 m (3.317 ft) hoher, als Munro und Marilyn eingestufter Berg in Schottland. Die Bedeutung seines gälischen Namens An Dìollaid entspricht der des englischen Namens. Beides bedeutet Der Sattel und ist vom Erscheinungsbild des Gipfels mit zwei Spitzen und einer Senke dazwischen abgeleitet.  Der Gipfel liegt in der Council Area Highland in den Northwest Highlands in der weitläufigen Berglandschaft des Glenshiel Forest zwischen Loch Duich und Loch Hourn, etwa 20 Kilometer südöstlich von Kyle of Lochalsh.
Der Berg liegt westlich der rund 14 Kilometer langen South Glen Shiel Ridge südlich des Glen Shiel. Von dieser Bergkette ist er durch den benachbarten, 946 m (3.104 ft) hohen Sgùrr na Sgine getrennt, der über hochgelegene Bealachs mit beiden verbunden ist. The Saddle ist ein komplexes, aus mehreren Graten bestehendes Massiv, das überwiegend von felsdurchsetzten Hängen geprägt ist, aber dazwischen viele grasige Flächen und Stellen aufweist. Er besitzt zwei fast gleich hohe Gipfel, der westliche ist mit knapp 1011 m etwa einen Meter höher. Westlich davon liegt ein trigonometrischer Punkt. Wenige Meter unterhalb des Gipfelbereichs liegen auf kleinen Plateaus auf der Nord- und Südseite mehrere kleine Bergseen. Von den drei Hauptgraten des Berges am bekanntesten ist die vom Hauptgipfel nach Osten verlaufende Forcan Ridge, ein schmaler, felsiger Grat, der über den 963 m (3.159 ft) hohen Munro-Top Sgùrr na Forcan führt und leicht nach Norden gewendet nach dem 610 m (2.001 ft) hohen Vorgipfel Meallan Odhar auf rund 490 m Höhe im Bealach na Craoibhe ausläuft. Nach Norden führt ein etwas kürzerer Grat, der auf etwa 700 m Höhe mit dem Vorgipfel Sgùrr na Creige endet. Beide Grate umschließen das Coire Caol. Der Westgrat des Berges ist der längste Grat. Er führt über die Vorgipfel Spidean Dhomhuill Bhric mit 939 m (3.081 ft) und Sgùrr Leac nan Each mit 919 m (3.015 ft) Höhe und wendet sich allmählich nach Norden, wo er im Coire a’ Gharg Gharaidh ausläuft. Nord- und Westgrat umschließen hufeisenförmig das obere Coire Uaine, das sich breit nach Norden öffnet. Zwischen dem Hauptgipfel und dem Spidean Dhomhuill Bhric zweigt ein Grat nach Südwesten ab, der im 743 m (2.438 ft) hohen Mullach Gorm endet. Ein weiterer, kürzerer und niedrigerer Grat nach Südwesten zweigt südlich des Sgùrr Leac nan Each ab. Südöstlich des Hauptgipfels besteht mit dem auf knapp 700 m Höhe liegenden Bealach Coire Mhàlagain ein Übergang zum Sgùrr na Sgine.

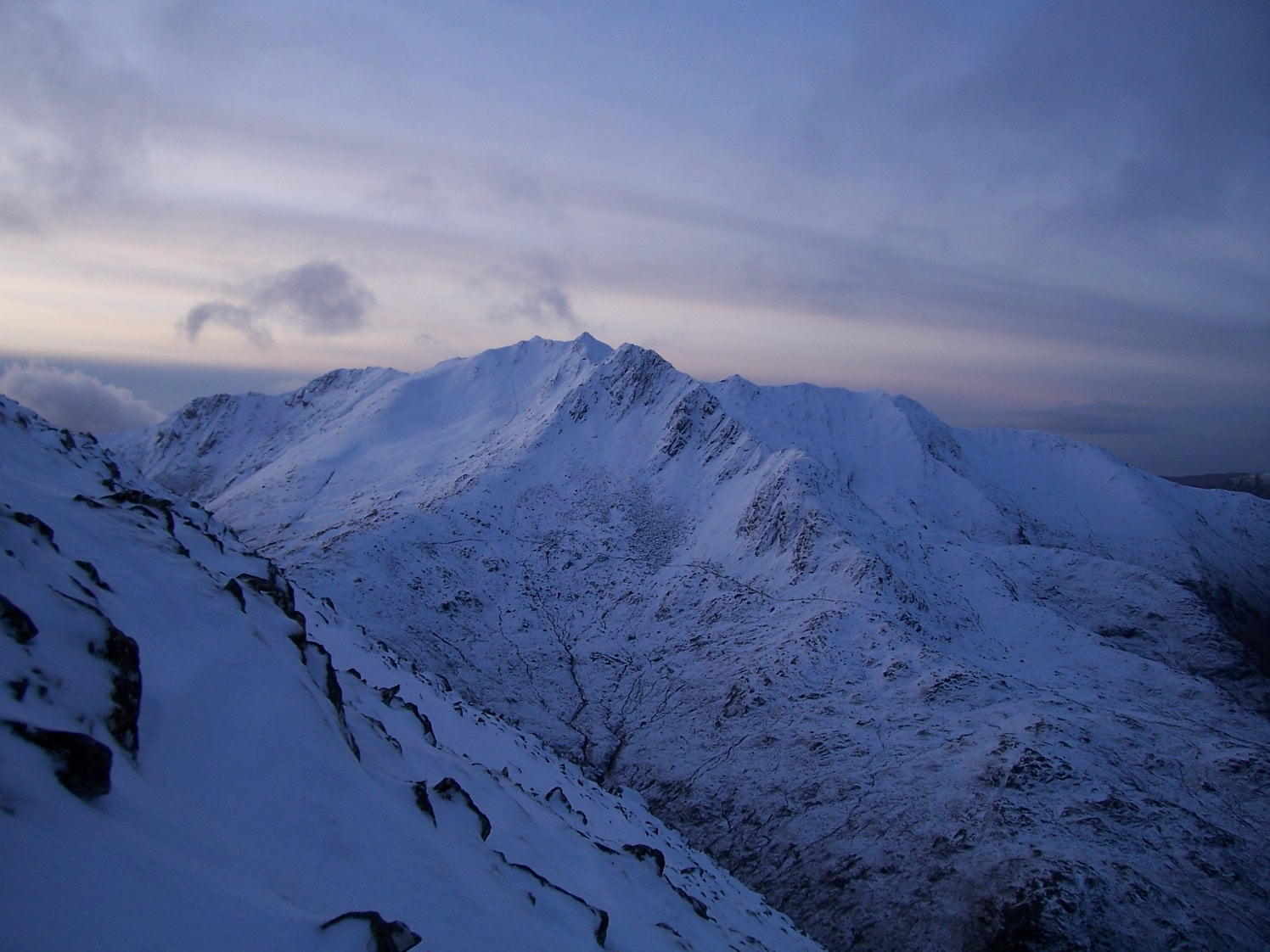
Blick vom Faochag, dem östlichen Vorgipfel des Sgùrr na Sgine nach Nordwesten auf The Saddle und die Forcan Ridge
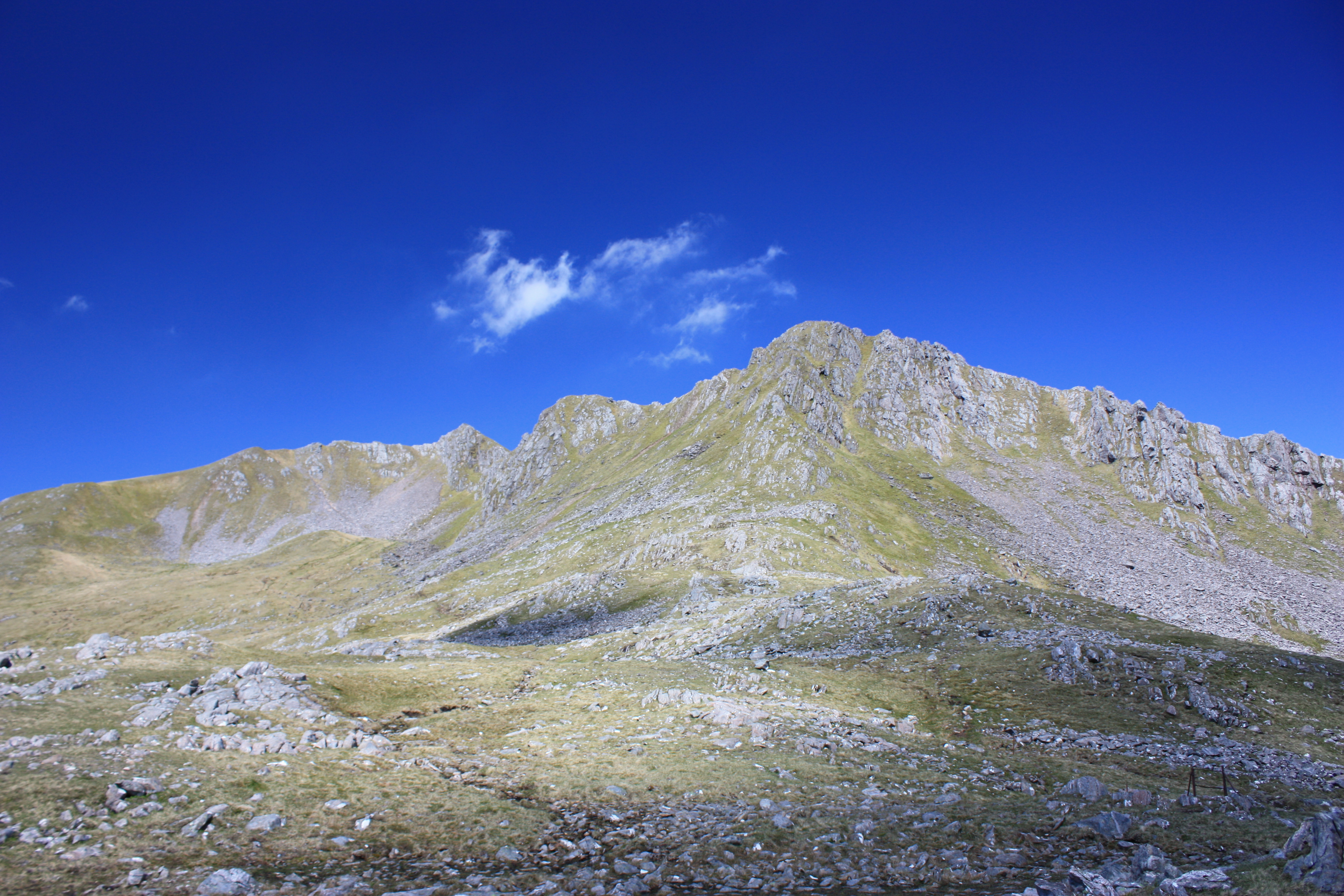
Blick vom Bealach Coire Mhàlagain nach Nordwesten, links The Saddle, in Bildmitte der Sgùrr na Forcan mit der Forcan Ridge
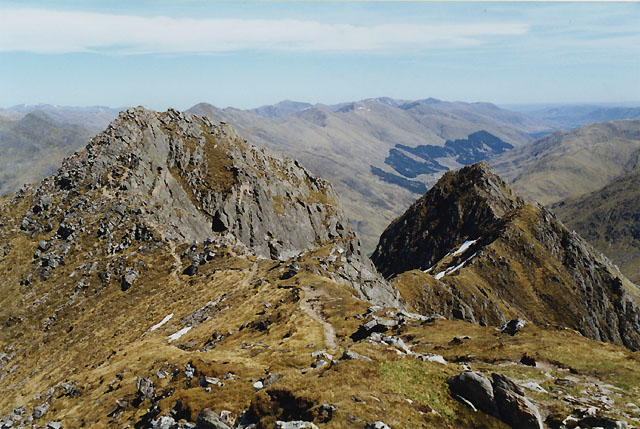
Blick vom Gipfel nach Osten über den Grat der Forcan Ridge und den Sgùrr na Forcan, im Hintergrund die Berge von Kintail
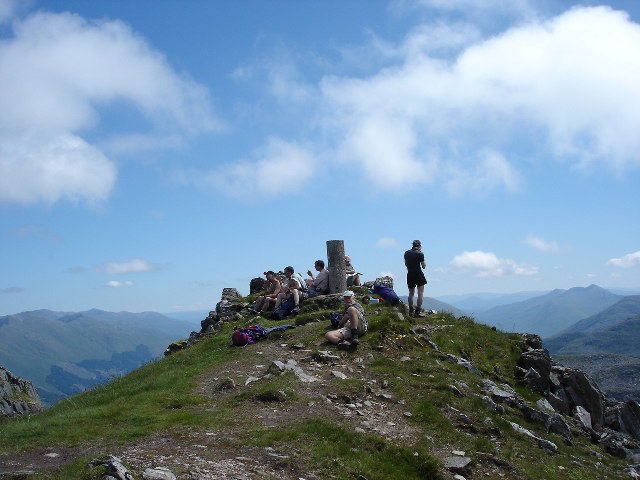
Der trigonometrische Punkt auf dem Gipfel

The Saddle gilt aufgrund seines markanten Erscheinungsbilds, aber auch aufgrund der anspruchsvollen Forcan Ridge, als einer der beliebtesten und eindrucksvollsten Berge in diesem Bereich der Highlands. Die Forcan Ridge weist einige ausgesetzte Stellen auf, ist aber klettertechnisch vergleichsweise einfach und daher ein beliebter Weg zum Gipfel. Einige schwerere Gratstellen lassen sich zudem unterhalb des Grats umgehen. Ausgangspunkt für diese wie auch für andere Touren ist ein Parkplatz an der A87 im Glen Shiel in der Nähe der Malagan Bridge. Von dort führt ein gut ausgebauter Jagdpfad über den Bealach na Craoibhe auf den Meallan Odhar und zur Forcan Ridge. Der Grat kann auch unterhalb des Sgùrr na Forcan über den Bealach Coire Mhàlagain und die Südostflanke des Berges umgangen werden. Alternativ kann der Bealach Coire Mhàlagain auch von der Malagan Bridge direkt erreicht werden. Munro-Bagger kombinieren The Saddle gerne mit dem benachbarten Sgùrr na Sgine. Weitere, aber deutlich längere Anstiegsmöglichkeiten bestehen  aus Richtung Norden durch das Coire Uaine oder das Coire Caol sowie aus Richtung Süden ausgehend von Kinloch Hourn am Ostende von Loch Hourn.